# بطولة أمم أوقيانوسيا لكرة السلة 1999
بطولة أمم أوقيانوسيا لكرة السلة 1999 أقيمت في نيوزيلندا. بمشاركة فريقين. فازت نيوزيلندا بالبطولة للمرة الـ 1.

## الفرق التي لم تشارك
| - ساموا الأمريكية - أستراليا - جزر كوك - ميكرونيسيا - فيجي - كيريباتي - جزر مارشال - ناورو - كاليدونيا الجديدة | - جزيرة نورفولك - جزر ماريانا الشمالية - بالاو - بابوا غينيا الجديدة - ساموا - جزر سليمان - تاهيتي - تونغا - توفالو - فانواتو |

## النتائج
| أكتوبر 2 |  | نيوزيلندا | 125–43 | غوام |  | أوكلاند |

## جوائز
| البطل                 |
| --------------------- |
| · أستراليا · للمرة 14 |

## وصلات خارجية
أرشيف فيبا